# بخش مرکزی شهرستان سمیرم
بخش مرکزی شهرستان سمیرم یکی از بخش‌های شهرستان سمیرم در استان اصفهان ایران است.

## تقسیمات کشوری
- بخش مرکزی شهرستان سمیرم 
  - دهستان حنا
  - دهستان ونک

شهرها : سمیرم ، حنا ، ونک

## جمعیت
براساس سرشماری عمومی نفوس و مسکن در سال ۱۳۹۵، جمعیت بخش مرکزی شهرستان سمیرم برابر با ۳۷،۲۷۴ نفر بوده‌است.